# Pseudolaubuca
Pseudolaubuca is een geslacht van straalvinnige vissen uit de familie van eigenlijke karpers (Cyprinidae).

## Soorten
- Pseudolaubuca engraulis (Nichols, 1925)
- Pseudolaubuca hotaya Mai, 1978
- Pseudolaubuca jouyi (Jordan & Starks, 1905)
- Pseudolaubuca sinensis Bleeker, 1864